# Rettenbachalm
Die Rettenbachalm ist eine 190 Hektar große Alm in der Gemeinde Bad Ischl im österreichischen Bundesland Oberösterreich. Die in Besitz der Österreichischen Bundesforste befindliche Alm liegt im Rettenbachtal, im Westteil des Toten Gebirges, in einer Seehöhe von 640 m ü. A. Sie liegt am Mittellauf des Rettenbachs. Die Rettenbachalm ist eine Servitutsalm mit 10 Almbauern. Auf einer Weidefläche von 56 Hektar werden etwa 100 Rinder behirtet. Die Alm ist über die 6 km lange für den öffentlichen Verkehr freigegebenen Almstraße von Bad Ischl aus erreichbar. Auf der Alm befinden sich viele Hütten und zwei Gaststätten.

## Wanderwege
Die Rettenbachalm ist Ausgangspunkt für die Ischler Hütte und Schönberg. Über das hintere Rettenbachtal ist die Blaa-Alm und Altaussee erreichbar.